# Franciszek Błachut
Franciszek Błachut (ur. 16 lutego 1925 w Tarnawie Dolnej, zm. 17 października 2016 w Przemyślu) – polski technik technolog i działacz komunistyczny, poseł na Sejm PRL V i VI kadencji.

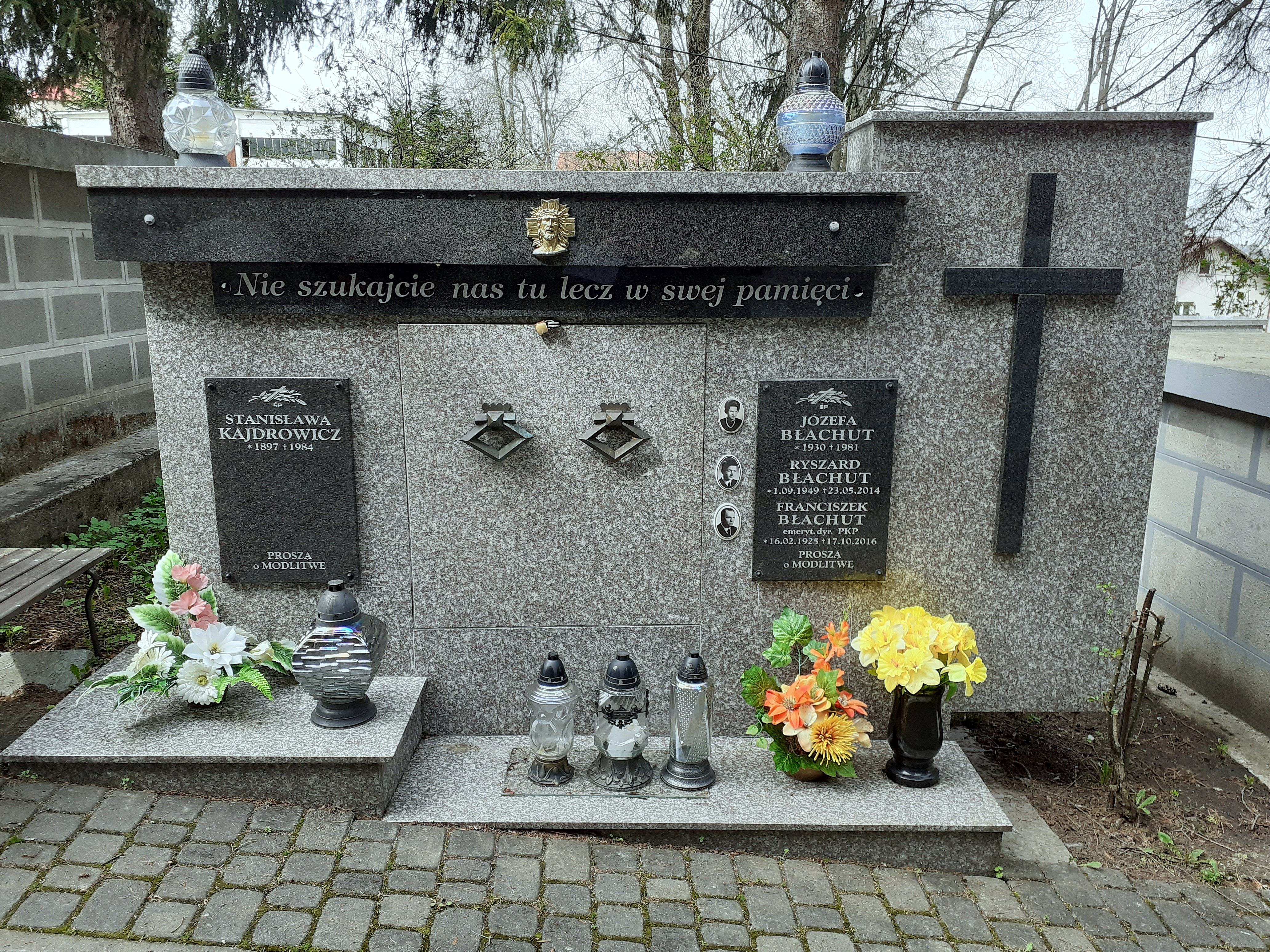
Grobowiec Franciszka Błachuta

## Życiorys
Syn Franciszka i Emilii. Uzyskał wykształcenie wyższe niepełne. Ukończył Technikum Mechaniczne w Stalowej Woli. W 1947 przystąpił do Polskiej Partii Robotniczej, a w 1948 wraz z nią do Polskiej Zjednoczonej Partii Robotniczej. Zasiadał w Komitecie Powiatowym PZPR oraz w egzekutywie Komitetu Zakładowego Węzła Polskich Kolei Państwowych w Żurawicy. Był naczelnikiem rejonu przeładunkowego PKP w Żurawicy. W latach 1962–1965 sprawował funkcję radnego Miejskiej Rady Narodowej w Przemyślu, zaś w latach 1966–1969 był pracownikiem Komisji Komunikacji Wojewódzkiej Rady Narodowej w Rzeszowie. W 1969 i 1972 uzyskiwał mandat posła na Sejm PRL w okręgu Jarosław. Przez dwie kadencje zasiadał w Komisji Komunikacji i Łączności, ponadto w trakcie VI kadencji zasiadał w Komisji Mandatowo-Regulaminowej. W 1975 zasiadł w plenum, a w 1976 w egzekutywie Komitetu Wojewódzkiego PZPR w Przemyślu, której członkiem był do 1980.
Pochowany na cmentarzu Głównym w Przemyślu.

## Odznaczenia
- Krzyż Kawalerski Orderu Odrodzenia Polski
- Złoty Krzyż Zasługi
- Srebrny Krzyż Zasługi